# Pijlkoker

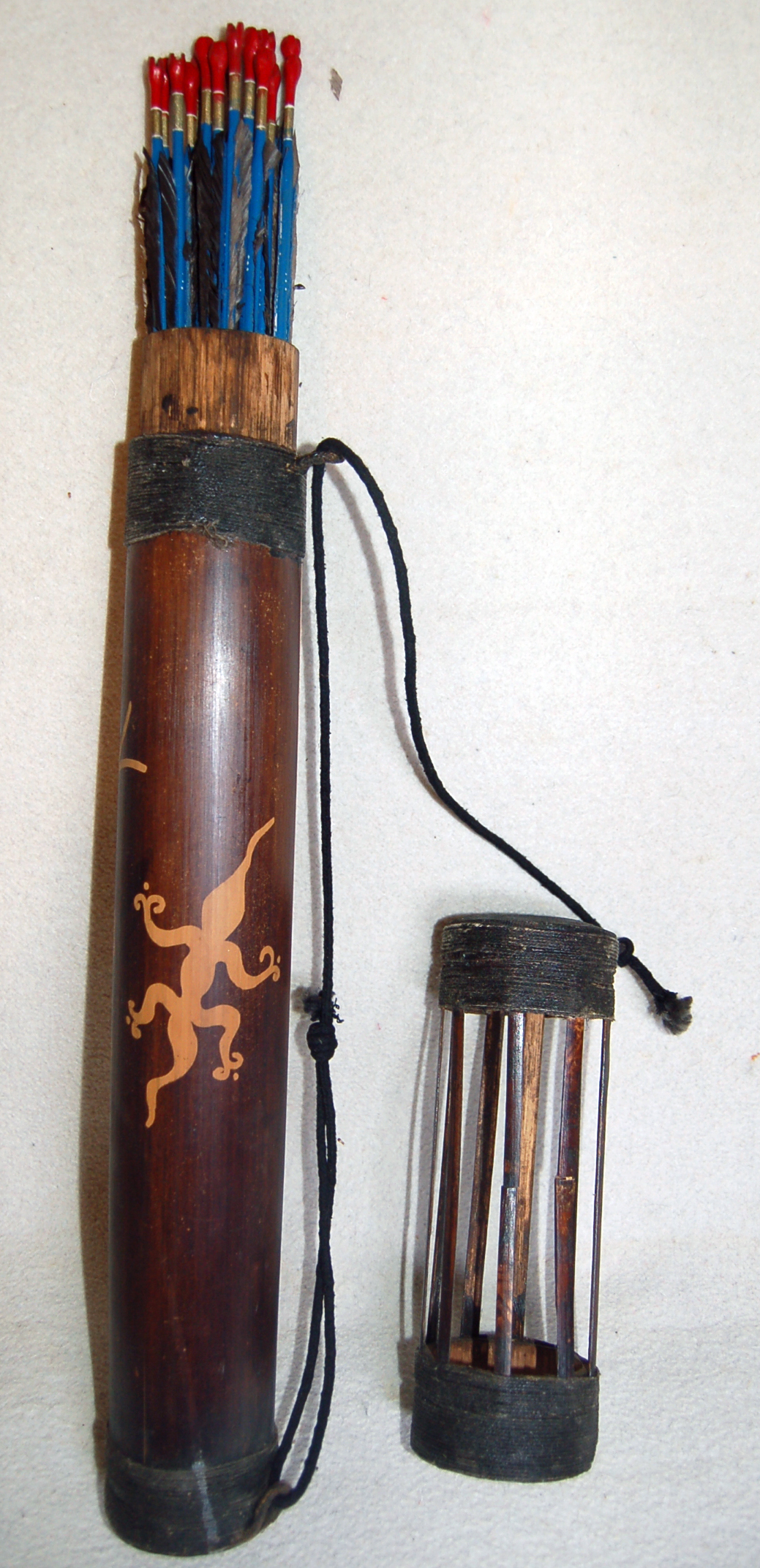
Een voorbeeld van een pijlkoker.

Een pijlkoker is een draagbare houder om pijlen in te bewaren.
Het gaat om een meestal buisvormige houder waarin pijlen voor een boog bewaard kunnen worden. De pijlkoker kan op meerdere manieren gedragen worden: aan een riem, om het middel, aan een koord over de schouder schuin op de rug of, indien de persoon te paard is, bevestigd aan het zadel.